# Věčné pokusy
Věčné pokusy (též dlouhodobé výživářské pokusy) jsou agrochemické pokusy s plodinami pěstovanými několik let na jednom místě v monokultuře. Takové plodiny se většinou hnojí pouze minerálními hnojivy. Pro srovnání se též pěstují parcely nehnojené vůbec, či kombinované s několikaletým úhorem. Výsledky věčných pokusů se uplatňují převážně ve výživě rostlin, ale i v pedologii. Monokultura má totiž vliv nejenom na fyzikální, ale i na chemické vlastnosti půdy. Výživářské pokusy začínají v 19. století po uveřejnění minerální teorie prof. Liebiga. Na jednotlivé plodiny jsou aplikovány v Rusku, Francii, Velké Británii a dalších zemích.

## Příklady
- „věčné žito“ v Halle, Holandsko